# جيوفري أوستين
جيوفري أوستين (بالإنجليزية: Geoffrey Austin)‏ (11 سبتمبر 1837 في المملكة المتحدة - 29 مايو 1902 في المملكة المتحدة) هو لاعب كريكت بريطاني (وحمل سابقاً جنسية المملكة المتحدة لبريطانيا العظمى وأيرلندا). لعب مع Kent County Cricket Club ‏.

## سنواته الأولى
ولد أوستن في كانتربيري في كنت. عمل والده كمحام وكان سينيشال بكاتدرائية كانتربري. تلقى أوستن تعليمه في مدرسة King's School في المدينة وعاش في حرم الكاتدرائية طوال حياته.

## الكريكيت
بصفته رياضيًا شغوفًا، وُصف أوستن بأنه «صياد خبير ولاعب غولف متحمس وناجح». لعب في ثلاث مباريات كريكيت الدرجة الأولى، اثنتان لنادي كنت كاونتي للكريكيت وواحدة لفريق جنتلمان أوف كينت، في ستينيات القرن التاسع عشر وكذلك في مباريات أخرى لفريق باند أوف براذرز، وهو فريق هواة مرتبط بنادي كينت الريفي.
اشتهر أوستن باعتباره المدير الثاني لأسبوع كانتربري للكريكيت، حيث تولى الدور من ويليام دي تشير بيكر. وكان لأسبوع في ذلك الوقت حدثًا اجتماعيًا مهمًا، وعمل في لجنة كينت لعدد من السنوات. 

## الخدمة العسكرية
انضم إلى لواء البندقية وتم تكليفه كملازم بحري في أبريل 1855 قبل ترقيته إلى رتبة ملازم في وقت لاحق من نفس العام. خدم طوال فترة ثورة الهند سنة 1857 وشارك في حصار كاونبور وحصار لوكناو والاستيلاء على كالبي مع فيلق جون روس. تمت ترقيته إلى رتبة نقيب في عام 1863 واستقال من الجيش النظامي بهذه الرتبة، لينضم إلى فرقة بنادق إيست كينت الملكية، وهي وحدة احتياط.

## عائلة
لم يتزوج أوستن وعاش مع أخته واثنين من بنات أخته في منطقة الكاتدرائية في كانتربري. توفي في تشيني جاردنز في تشيلسي في مايو 1902 عن عمر يناهز 64 عامًا تاركًا ممتلكات تزيد قيمتها عن 25,000 جنيه إسترليني. 

## وصلات خارجية
- جيوفري أوستين على موقع إي آس بي آن كريك إنفو (الإنجليزية)